# Mid Sussex
Le Mid Sussex est un district du Sussex de l'Ouest, en Angleterre. Il couvre la partie orientale du comté, avec les villes d'East Grinstead, Haywards Heath et Burgess Hill.
Il a été créé le 1er avril 1974.

## Liste des paroisses civiles du Mid Sussex
Le Mid Sussex inclut les paroisses civiles suivantes :
- Albourne
- Ardingly
- Ashurst Wood
- Balcombe
- Bolney
- Burgess Hill
- Cuckfield
- Cuckfield Rural
- East Grinstead
- Fulking
- Hassocks
- Haywards Heath
- Horsted Keynes
- Hurstpierpoint and Sayers Common
- Lindfield
- Lindfield Rural
- Newtimber
- Poynings
- Pyecombe
- Slaugham
- Turners Hill
- Twineham
- West Hoathly
- Worth